# Catherine Lefebvre
Catherine Lefebvre (* 1. Mai 1959) ist eine französische Curlerin. 
Ihr internationales Debüt hatte Lefebvre bei der Europameisterschaft 1986 in Kopenhagen, sie blieb aber ohne Medaille. 
Lefebvre spielte als Lead der französischen Mannschaft bei den XV. Olympischen Winterspielen 1988 in Calgary im Curling. Die Mannschaft belegte den achten Platz.